# Nekropole von Is Forrus
Die bronzezeitliche Nekropole von Is Forrus besteht aus 20 Domus de Janas. Sie liegt im Norden von Villa Sant’Antonio in der Provinz Oristano auf Sardinien.
Einige Felsgräber der Nekropole haben einen Dromos und mehr als eine Kammer.
In Villa Sant’Antonio gibt es etwa 60 Domus de Janas, die sich voneinander unterscheiden, und eine lange Entwicklung des Grabtyps repräsentieren. Die älteste Art ist sicherlich die Bestattung mit vertikalem Zugang zu dem einzigen, meist kleinen Raum, wie er auch in Is Forrus und Monte Padrillonis vorhanden ist. Wenig später liegt der Zugang in einer senkrechten Felswand, auch mit kleinen Kammern in begrenzter Zahl. Der Typ wird durch eine kurze viereckige oder halbrunden Apsis, manchmal durch eine geradlinige Front, oft mit größeren Kammern und mehrgliedrig im Plan abgedeckt. Der jüngste Typ, sowohl in Is Forrus als auch in Genna Salixi vertreten, ist der lange Gang vor der Kammer.
Der Protonuraghe Friarosu, die Nekropole von Genna Salixi und der Menhir Curru Tundu (oder Monte Curru Tundu) stehen/liegen in der Nähe.